# تکیه زنجیری
تکیه زنجیری در ابتدا نام این تکیه محمدعلی افشار بوده که تاسیس آن به زمان صفوییه برمی گردد و بعد در زمان فتحعلی شاه قاجار به شکل فعلی در می‌آید. و در شاهرود، تقاطع محله نخل و محله  مسجد امام‌حسن‌عسگری شاهرود(واقع در بید آباد ) واقع شده و این اثر در تاریخ ۱۰ مهر ۱۳۸۰ با شمارهٔ ثبت ۳۹۹۷ به‌عنوان یکی از آثار ملی ایران به ثبت رسیده است.

## وجه تسمیه این تکیه

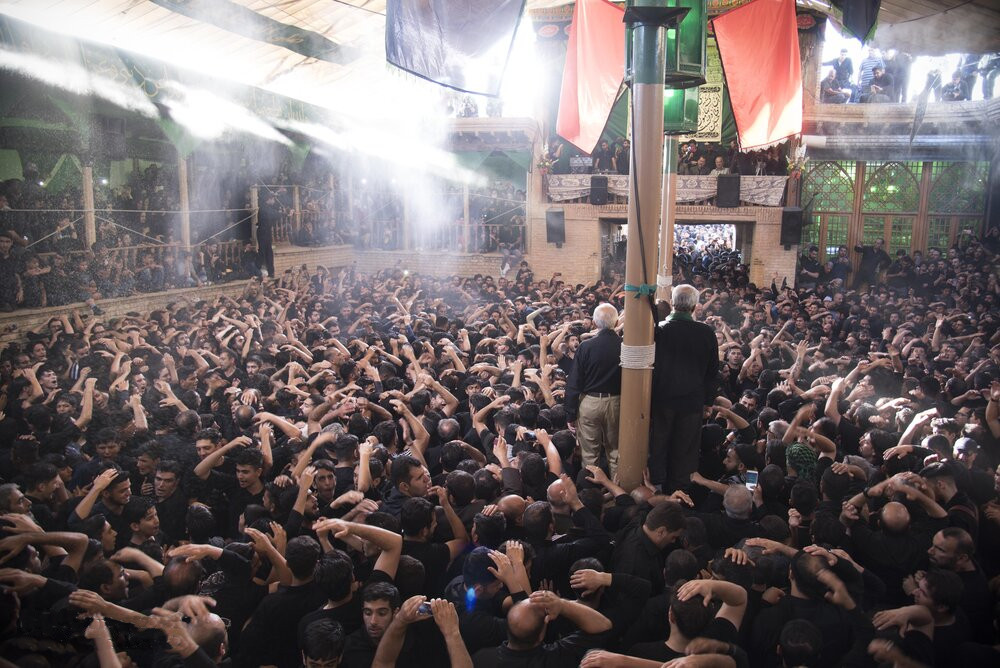
Ya Abbas Ya Abbas ceremony in Shahrud 2019-09-06 08

در ۱۲۰ سال قبل زنجیری  از طرف بادکوبه از دریای مازندران به با کشتی به ایران آورده می‌شود و با ارابه به شاهرود و به بالای تکیه منتقل می‌کنند و چادری به عنوان خیمه روی این مکان نصب می‌شود.